# Alcide Bonneau
Pour les articles homonymes, voir Bonneau.
Alcide Bonneau, né le 1er janvier 1836 à Orléans, mort le 16 avril 1904 à Paris, est un érudit, philologue, critique littéraire et traducteur français, éditeur et auteur de nombreux ouvrages érotiques et parénétiques.

## Aperçu bio-bibliographique
Bonneau rédigea de nombreux articles pour le Grand dictionnaire de Pierre Larousse (littératures italienne et espagnole), ainsi que pour le Nouveau Larousse illustré.
De 1876 à 1893, il fut le principal collaborateur de l’éditeur Isidore Liseux (1835-1894), pour lequel il édita, traduisit et commenta une cinquantaine d’ouvrages érotiques ou simplement « curieux » : les Facéties de Poggio Bracciolini (1878); les Ragionamenti de Pierre l'Arétin (1879-1880); les Dialogues de Luisa Sigea de Nicolas Chorier (1881); les Sonnets luxurieux de Pierre l'Arétin (1882); les Apophoreta, ou De Figuris Veneris, de Forberg, sous le titre de Manuel d’érotologie classique (1882); la Cazzaria de Antonio Vignale (1882);  les Poésies complètes de Giorgio Baffo (1884); la Raffaela d'Alexandre Piccolomini (1884); l’Hecatelegium de Pacifico Massimi (1885); la Mandragore, comédie de Machiavel (1887); La Gentille Andalouse de Francisco Delicado (1887), etc.
Tous ces ouvrages sont accompagnés de savantes notices, parfois plus longues que l’ouvrage qu'elles présentent.
En 1887, il réunit un certain nombre de ces notices dans un recueil intitulé Curiosa, terme latin utilisé par les libraires et bibliographes, renvoyant non seulement à des publications à caractère érotique éditées de manière clandestine, mais tout simplement à des « livres rares et curieux » : le terme apparaît au milieu du XVIIIe siècle dans des catalogues anglais (curious, curiosities), et revenant dans la langue française, à partir des années 1840-1850, il sert de marqueur discret pour ce genre d'ouvrages, souvent censurés et interdits à la vente publique.

## Autres titres
Outre les nombreux ouvrages préfacés ou commentés :
- Les Facéties de Pogge Florentin. Traduites en Français, avec le texte en regard. Première édition complète. Paris, Liseux, 1878, 2 vol pet. in-18
- Les Facéties, traduites en Français, avec le texte Latin. Seconde édition complète. Paris, Liseux, 1878, 2 vol. in-18
- Poggio. The Facetiæ, or Jocose Tales of Poggio, now first translated into English; with the Latin text. Paris, Liseux, 1879, 2 vol. in-18
- Curiosa. Essais critiques de Littérature ancienne ignorée ou mal connue. Paris, Isidore Liseux, Éditeur. 25 Rue Bonaparte. 1887